# Wayne Anderson
Wayne Anderson (Reino Unido, 1946) es un ilustrador británico, especializado en literatura fantástica e infantil. También ha trabajado en proyectos publicitarios.

## Biografía

### Educación
A la edad de quince años, comenzó sus estudios en el Leicester College of Art donde permaneció tres años y uno más de postgrado.

### Vida profesional
Tras finalizar sus estudios se trasladó a Londres donde pronto se planteó la posibilidad de ganarse la vida como ilustrador freelance. Uno de sus primeros encargos fue crear de forma quincenal una ilustración para la columna de cocina de Clement Freud en The Weekend Telegraph durante un período de dos años, compaginándolo con otros trabajos hasta que finalmente se estableció como ilustrador.
En 1970 contrae matrimonio y se va a vivir a un pueblo en Leicestershire, allí trabaja desde casa con un agente con base en Londres.
En 1975 le encargaron crear un libro para niños. Tras ser completadas y aceptadas por el editor la idea de la historia y las ilustraciones, el poeta y dramaturgo Christopher Logue fue contratado para escribir la historia. Ratsmagic fue publicado en 1976 y fue premiado con la medalla de oro al "mejor libro infantil ilustrado" de la Society of Ilustrators de Nueva York.
Durante más de treinta años ha estado involucrado en la producción de libros que han sido publicados por todo el mundo, tanto para público infantil como adulto, algunos de los cuales están basados en sus propias ideas y otros realizados conjuntamente con un escritor o por encargo para textos ya existentes.
En 1978 se publicó el libro titulado The Flight of Dragons escrito por el autor Peter Dickinson, que Wayne Anderson había ilustrado, y tomándolo como base se realizó un largometraje de animación con el mismo título (El vuelo de los dragones en España y Latinoamérica). El propio Wayne Anderson se encargó del diseño de los personajes y de los fondos. Estos diseños fueron enviados a los animadores en Japón y finalmente la película fue estrenada en 1982.

## Lista de trabajos

### Libros ilustrados
Título y año de publicación.
- Ratsmagic – 1976
- The Magic Circus – 1978
- The Flight of Dragons – 1978
- The Magic Inkstand – 1982
- A Mouses Tale – 1984
- Indian Heritage Cookery – 1988
- Thumbelina – 1990
- The Reindeer Herder and The Moon – 1990
- Pocket Rockets – 1991
- Through a Looking Glass – The Pictures of Wayne Anderson – 1992
- Dragon – 1992
- Dragons (Truth Myth and Legend) – 1993
- Dracula – 1993
- Phantom of the Opera – 1993
- Story Without End – 1994
- Pocket Full of Gold – 1994
- Two Silly Stories – 1994
- The Perfect Match – 1995
- A Night in the Dinosaur Graveyard – Hologram Book – 1995
- Journey to the Haunted Planet – Hologram Book – 1995
- Birdo – 1995
- Who Can Tell – 1996
- Wayne Anderson's Horrorble Book – 1996
- Invasion of the Giant Bugs – Hologram Book – 1996
- The Dragons Egg – 1996
- The Flight of Dragons – 1998
- The Ark of the People – 1998
- Leprechaun Companion – 1999
- Gnomes and Gardens – 2000
- Year of the Dragon – 2000
- The Tin Forest – 2001
- Year of the Horse – 2002
- The Wizard of Oz – 2002
- The Tin Forest - Softback – 2002
- The Fairy Spotters Handbook – 2003
- Year of the Goat – 2003
- The Dragon Machine' – 2005
- Leprechaun Companion - Pocket Sized – 2003
- Twenty Five December Lane - Softback – 2004
- Dragons (Truth Myth and Legend) – Softback – 2005
- Moondog – 2005
- A Fish Wish – 2005
- The Dragon Machine - Softback – 2005
- The Secret World of Magic – 2006
- The Dragon Machine Softback with Audio CD – 2007
- Twenty Five December Lane Softback with Audio CD – 2007
- The Squirrel Wife – 2007
- The Wizard of Oz – 2007
- Poche Illustrateur – 2008
- Little Lost Dragon – 2009
- Ratsmagic – French Edition – 2009

### Libros que incluyen obras de Wayne Anderson
Título y año de publicación.
- Fantastic People – 1980
- The Cow Book – 1983
- South and North - East and West – The Oxfam Book of Children's Stories – 1992
- Prickly Poems – An Anthology of Hedgehog Poems – 1992
- Paws and Claws – An Anthology of Cat Poetry – 1995
- Anthology for The Earth – 1997
- The Hutchinson Treasury of Fairy Tales – Thumbelina – 1997
- Favourite Story Collection – Thumbelina – 2000
- Dragonology – The Complete Book of Dragons – 2003
- Working with Dragons – A Course In Dragonology – 2004
- Monsterology – The Complete Book of Fabulous – 2008
- Giants – The Secret Histories – 2008
- Drakes Comprehensive Compendium of Dragonology – 2009
- Oceanology – 2009